# Су-33УБ
Су-33УБ (заводський шифр Т-12УБ; раніше був відомий як Су-27КУБ) — двомісний (крісла в ряд) навчально-бойовий палубний винищувач четвертого покоління з переднім горизонтальним оперенням (ПГО), створений на основі палубного винищувача Су-33. Проєкт закрито у 2009 році.

## Особливості літака
Однією з головних особливостей літака Су-33УБ є нестандартне для навчально-бойових машин розташування екіпажу — пліч-о-пліч, завдяки чому покращилася взаємодія льотчиків під час польоту і забезпечився кращий огляд вперед-вниз, ніж у традиційних навчально-бойових літаків, що дуже важливо для посадки на палубу авіаносця. Вхід у кабіну здійснюється через нішу передньої стійки шасі.
Зміни зазнала і аеродинаміка літака: порівняно з Су-33 збільшено площу кілів, змінено форму та збільшено площу переднього та заднього горизонтального оперення. Також значно збільшено площу крила — на 8 м². На відміну від Су-33, стабілізатори виконані такими, що не складаються, осі складання крила винесені так, щоб у складеному положенні розмах крила відповідав розмаху горизонтального оперення, внаслідок чого літак став займати менше місця на палубі й в ангарі авіаносця.
На відміну від Су-34 поперечний переріз головної частини фюзеляжу виконано круглим, а не еліптичним, що насамперед пояснюється формою обраної станції радіолокації. Спочатку передбачалася установка РЛС з пасивною ФАР «Жук-27», потім було прийнято рішення про застосування РЛС «Жук-М», що має більші можливості та кращі характеристики. Візир оптико-локаційної станції (ОЛС) розташовується на осі симетрії літака, тоді як на одномісному Су-33 ОЛС розташована праворуч від льотчика.

## Стан проєкту
У вересні 2009 року, у зв'язку зі скасуванням намірів китайських збройних сил щодо закупівлі 40 літаків для свого авіаносного флоту, проєкт Су-33УБ був закритий.
Літак знаходиться у музеї ЛДІ ім. Громова.

## Льотно-технічні характеристики
Джерела:

### Технічні характеристики
- Екіпаж : 2 особи
- Довжина : 21,2 м
- Розмах крила : 15,9 м
- Висота : 5,7 м
- Площа крила: 71,4 м²
- Максимальна злітна маса: 38800 кг
- Двигун: Турбореактивний двоконтурний з форсажною камерою
- Модель: «АЛ-31Ф» сер. 3
- Тяга :
  - максимальна: 2×74,5 кН (7600 кгс)
  - на форсажі : 2 × 122,6 кН (12 500 кгс)
  - на надзвичайному режимі: 2×125,5 кН (12800 кгс)
- Маса двигуна: 1520 кг
- Тягооснащеність :
  - при максимальній злітній масі: 0,66

### Льотні характеристики
- Максимальна швидкість :
  - на висоті 11000 м: 2120 км/год (2 М)
  - біля землі: 1300 км/год (1,1 М)
- Практична дальність: 3200 км
- Практична стеля : 17 000 м
- Навантаження на крило:
  - при максимальній злітній масі: 543 кг/м²
- Максимальне експлуатаційне перевантаження : +8.5 g

### Озброєння
- Стрілецько-гарматне: 30-мм гармата ГШ-30-1
- Точок підвіски: 12
- Бойове навантаження: 8000 кг